# Dichromodes consignata
Espèce
Synonymes
- Panagra consignata Walker, 1861[1]
- Panagra petrilineata Walker, 1861[1]

Dichromodes consignata est une espèce de lépidoptères (papillons) de la famille des Geometridae vivant en Australie.